# Christopher Spelman
 Christopher Spelman  est un compositeur américain de musique de film.
Il a notamment composé la musique de deux films réalisés par James Gray : The Immigrant et The Lost City of Z, et collaboré en tant que consultant musical sur les précédents films du réalisateur (Two Lovers, La nuit nous appartient et The Yards). 

## Biographie
Collaborateur régulier du réalisateur James Gray, Christopher Spelman a notamment arrangé deux airs de l'opéra Manon Lescaut de Giacomo Puccini (« Sola, perduta, abbandonata » et « Fra Le Tua Braccia Amore ») pour le film Two Lovers.

## Filmographie

### Compositeur
- 2013 : The Immigrant de James Gray
- 2016 : The Lost City of Z de James Gray

### Acteur
- 2013 : The Immigrant de James Gray : Arturo Toscanini